# Goidanichiella barronii
Goidanichiella barronii är en svampart som beskrevs av W. Gams, Steiman & Seigle-Mur. 2009. Goidanichiella barronii ingår i släktet Goidanichiella, divisionen sporsäcksvampar och riket svampar.   Inga underarter finns listade i Catalogue of Life.